# Wheelsandmore Tuning
Die Wheelsandmore GmbH & Co. KG ist ein deutsches Unternehmen für Fahrzeugtuning und -veredelung und produziert als DIN-ISO zertifizierter Hersteller mehrteilige Felgen am Hauptsitz in Baesweiler. Der Tuner offeriert Veredelungs-Programme für: Aston Martin, Audi, Bentley, BMW, Ferrari, Jaguar, Lamborghini, Maserati, McLaren, Mercedes-AMG, Nissan und Tesla.

## Geschichte
Gegründet wurde das Unternehmen im Jahre 1999 durch Dirk Bergstein, welcher die Firma im Jahr 2016 an Sebastian Dohmen verkaufte. Im Jahre 2005 wurde der Unternehmenssitz von Würselen nach Baesweiler verlagert um der wachsenden Nachfrage nach handgefertigten Felgen nachkommen zu können.
Zunächst bot der Hersteller dreiteilige Felgen in Kleinstserie ab 13 Zoll messend für Show- und Rennzwecke an. Im Laufe der Zeit wurden die Felgen immer größer, so dass Wheelsandmore seit 2010 nur noch Felgen von 20–22 Zoll herstellt.

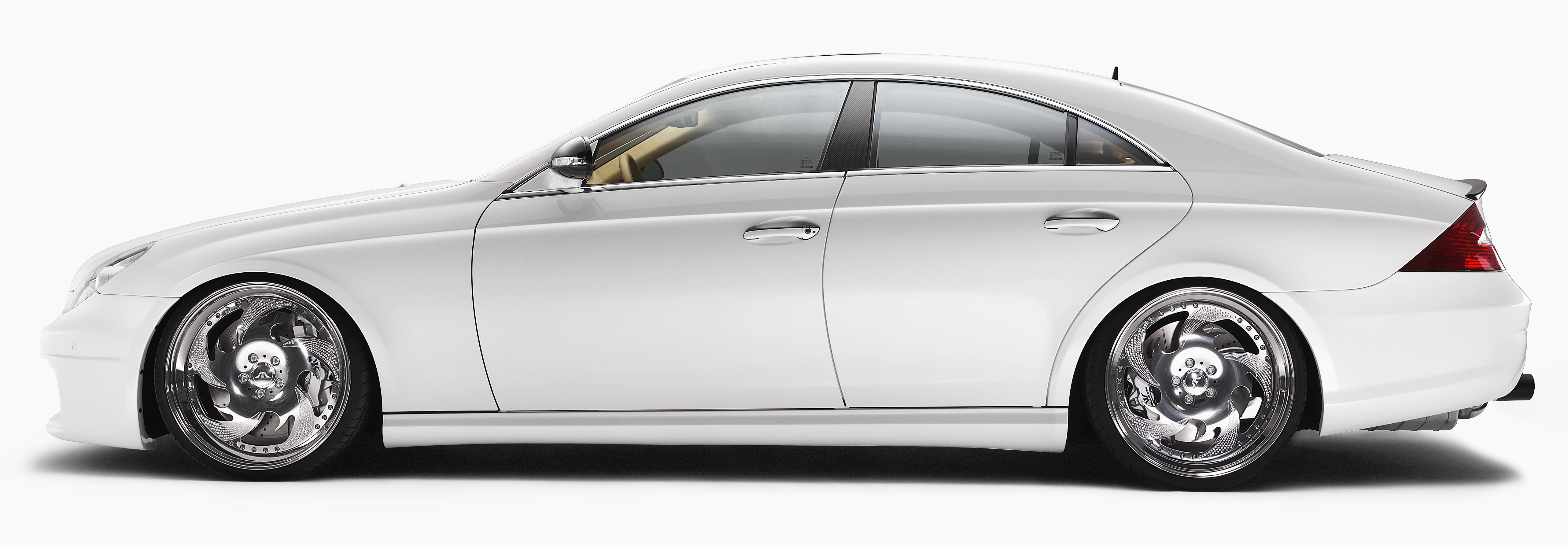
Mercedes CLS55 AMG tuning by Wheelsandmore

2007 trat das Unternehmen erstmals auf der Motorshow Essen mit einem spektakulären und opulenten Umbau eines Mercedes-Benz CLS55AMG namens White Label in Erscheinung, welcher gefräste Schmiedefelgen mit unzähligen Swarovski Steinen präsentierte. Bis dato ist diese Art der Felgenveredelung einzigartig in Deutschland geblieben, da jeder Bohrpunkt für jeden unterschiedlich großen Stein exakt gebohrt und programmiert werden musste. Alleine der Programmieraufwand für die CNC Bearbeitung nahm 300 Arbeitsstunden in Anspruch. Der Preis des funkelnden Felgensatzes betrug 2008 30.000 EURO und ist somit bis dato auch der teuerste in Deutschland je produzierte Felgensatz mit TÜV-Zulassung.
2008 präsentierte der Tuner einen detailverliebten Umbau eines Shelby GT500, bekannt aus dem Film Nur noch 60 Sekunden mit Nicolas Cage für einen bekannten Fußballspieler.
Seit dieser Zeit wird Wheelsandmore immer wieder mit Sonder- und Einzelprojekten beauftragt und veredelt auch ganz seltene Exemplare:
Im Jahre 2010 war Wheelsandmore weltweit der erste Tuner, welcher für den auf 333 Stück limitierten Audi R8GT ein Tuningprogramm offerierte.
Im gleichen Jahr überraschte der Veredler mit dem Ultrasports 702 Umbau der bis dato ebenfalls unangetasteten Top-Version des Bentley Continental Supersports.

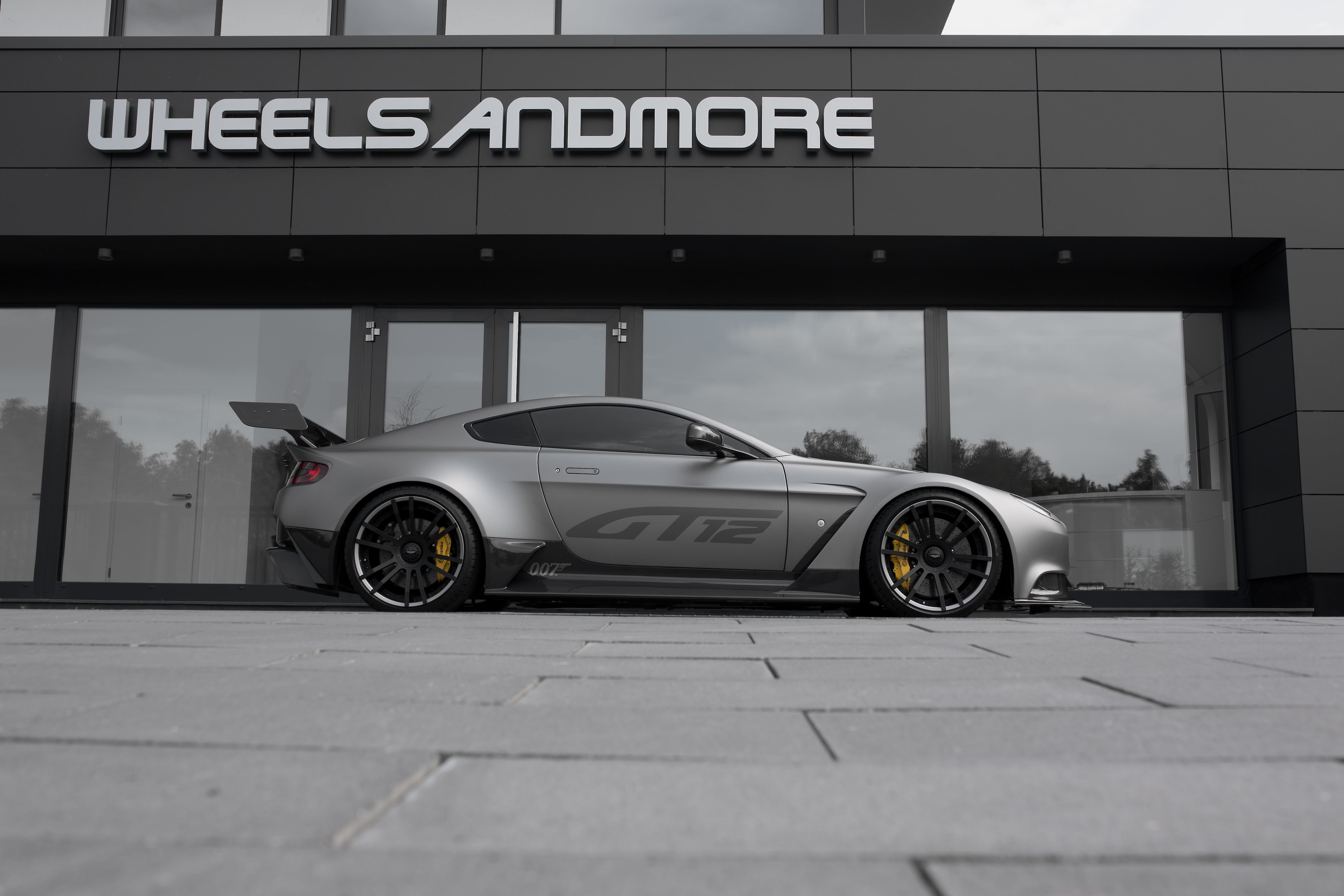
Aston Martin GT12 Wheelsandmore Tuning

2015 konnte Wheelsandmore sogar ein individualisiertes Fahrzeug des auf weltweit nur 100 Stück limitierten Sondermodells Vantage GT12 von Aston Martin präsentieren.
Ebenfalls im Jahre 2015 erfolgte der Umzug in die heutige Niederlassung im Bauhausstil mit rund 2000 m² Betriebsfläche.
Zu den Supercars von Wheelsandmore gehören u. a.:
- AUDI RS6 CS mit Turbolader Upgrade und Auspuffkomponenten auf 820 PS und 980 N m
- Lamborghini Huracan Lucifero mit Kompressor-Kit und 850 PS sowie 730 N m Drehmoment
- Maserati MC Stradale Demonoxious mit Kompressoraufladung und 666 PS + 640 N m
- Nissan GTR CrankZill mit 740 PS und 900 N m
- Lamborghini Aventador LP750-4 SV mit 800PS

## Tätigkeitsfeld
Wheelsandmore produziert eigene Felgendesigns von 20–22 Zoll in dreiteiliger Bauweise. Dabei stammen die Rohteile ausschließlich aus Deutschland und werden im Stammwerk in Handarbeit zusammengesetzt. Das Unternehmen ist Tüv zertifiziert und bietet als einziger Hersteller in Deutschland geschmiedete Mehrteiler-Felgen an. Komplettiert werden die Tuning-Programme durch Klappenabgasanlagen, Leistungssteigerungen und Fahrwerkslösungen.